# Menhir del Coll de la Perxa
El Menhir del Coll de la Perxa, o de la Font del Sastre, és un menhir del terme comunal d'Eina, de l'Alta Cerdanya, a la Catalunya del Nord.
Està situat a 1.613,9 m alt al nord-oest del terme d'Eina, relativament al sud del Coll de la Perxa, a prop al nord-nord-est del poble d'Eina, a tocar de la carretera D - 29, entre les partides de la Font del Sastre i dels Tallats.
El nom de Menhir del Coll de la Perxa és per la seva localització geogràfica, relativament a prop al sud del Coll de la Perxa.